# Cicindela severa
Cicindela severa este o specie de insecte coleoptere descrisă de Laferté-sénectère în anul 1841. Cicindela severa face parte din genul Cicindela, familia Carabidae. Această specie nu are alte subspecii cunoscute.